# Lysimachos (Sohn des Ptolemaios II.)
Lysimachos (altgriechisch Λυσίμαχος Lysímachos; † um 222/221 v. Chr.) war ein Prinz der hellenistischen Ptolemäerdynastie in Ägypten. 
Lysimachos war der zweite legitim geborene Sohn des Königs Ptolemaios II. und der Arsinoë I.; sein älterer Bruder war der Nachfolger im Königtum Ptolemaios III. Benannt wurde er nach seinem Großvater mütterlicherseits, dem Diadochenherrscher Lysimachos. Kurz nach Beginn der Regierungszeit seines Neffen Ptolemaios IV. (222–205 v. Chr.) fiel Lysimachos ebenso wie seine Schwägerin Berenike II. und sein Neffe Magas einem Mordanschlag des einflussreichen Hofministers Sosibios zum Opfer.